# Drasteria faceta
Drasteria faceta är en fjärilsart som beskrevs av H. Edwards 1881. Drasteria faceta ingår i släktet Drasteria och familjen nattflyn. Inga underarter finns listade i Catalogue of Life.